# Associazione Calcio Monopoli 1986-1987
Questa pagina raccoglie le informazioni riguardanti l'Associazione Calcio Monopoli nelle competizioni ufficiali della stagione 1986-1987.

## Rosa
| N. |                   | Ruolo | Calciatore         |
| -- | ----------------- | ----- | ------------------ |
|    | Italia (bandiera) | D     | Roberto Arrigoni   |
|    | Italia (bandiera) | D     | Damiano Bettinelli |
|    | Italia (bandiera) | D     | Dario Biasi        |
|    | Italia (bandiera) | C     | Massimo Cerri      |
|    | Italia (bandiera) | P     | Paolo De Toffol    |
|    | Italia (bandiera) | A     | Claudio De Tommasi |
|    | Italia (bandiera) | C     | Dino Di Julio      |
|    | Italia (bandiera) | C     | Federico Farolfi   |
|    | Italia (bandiera) | A     | Gabriele Lanci     |
|    | Italia (bandiera) | D     | Cosimo Leoci       |
|    | Italia (bandiera) | D     | Paolo List         |

| N. |                   | Ruolo | Calciatore          |
| -- | ----------------- | ----- | ------------------- |
|    | Italia (bandiera) | D     | Stefano Marra       |
|    | Italia (bandiera) | C     | Andrea Mazzaferro   |
|    | Italia (bandiera) | A     | Mauro Meluso        |
|    | Italia (bandiera) | C     | Michele Orsi        |
|    | Italia (bandiera) | D     | Valeriano Prestanti |
|    | Italia (bandiera) | D     | Amelio Puce         |
|    | Italia (bandiera) | C     | Ranieri             |
|    | Italia (bandiera) | A     | Antonio Rebesco     |
|    | Italia (bandiera) | C     | Spalierno           |
|    | Italia (bandiera) | C     | Alessandro Toti     |
|    | Italia (bandiera) | C     | Luciano Volarig     |

## Risultati

### Campionato

#### Girone di andata
| 21 settembre 1986 1ª giornata | Casertana | 0 – 0 | Monopoli |  |

| 28 settembre 1986 2ª giornata | Monopoli | 1 – 0 | Benevento |  |

| 5 ottobre 1986 3ª giornata | Salernitana | 1 – 0 | Monopoli |  |

| 12 ottobre 1986 4ª giornata | Monopoli | 1 – 0 | Reggina |  |

| 19 ottobre 1986 5ª giornata | Licata | 3 – 1 | Monopoli |  |

| 26 ottobre 1986 6ª giornata | Monopoli | 3 – 1 | Sorrento |  |

| 2 novembre 1986 7ª giornata | Foggia | 1 – 0 | Monopoli |  |

| 9 novembre 1986 8ª giornata | Monopoli | 1 – 0 | Teramo |  |

| 16 novembre 1986 9ª giornata | Monopoli | 1 – 0 | Siena |  |

| 23 novembre 1986 10ª giornata | Catanzaro | 2 – 1 | Monopoli |  |

| 30 novembre 1986 11ª giornata | Monopoli | 1 – 0 | Brindisi |  |

| 7 dicembre 1986 12ª giornata | Livorno | 1 – 0 | Monopoli |  |

| 14 dicembre 1986 13ª giornata | Barletta | 1 – 0 | Monopoli |  |

| 21 dicembre 1986 14ª giornata | Monopoli | 1 – 1 | Martina |  |

| 4 gennaio 1987 15ª giornata | Campania Puteolana | 2 – 1 | Monopoli |  |

| 11 gennaio 1987 16ª giornata | Monopoli | 0 – 1 | Nocerina |  |

| 18 gennaio 1986 17ª giornata | Cosenza | 1 – 2 | Monopoli |  |

#### Girone di ritorno
| 25 gennaio 1987 18ª giornata | Monopoli | 2 – 0 | Casertana |  |

| 1º febbraio 1987 19ª giornata | Benevento | 1 – 0 | Monopoli |  |

| 8 febbraio 1987 20ª giornata | Monopoli | 2 – 0 | Salernitana |  |

| 15 febbraio 1987 21ª giornata | Reggina | 0 – 0 | Monopoli |  |

| 22 febbraio 1987 22ª giornata | Monopoli | 2 – 0 | Licata |  |

| 1º marzo 1987 23ª giornata | Sorrento | 0 – 1 | Monopoli |  |

| 8 marzo 1987 24ª giornata | Monopoli | 2 – 0 | Foggia |  |

| 15 marzo 1987 25ª giornata | Teramo | 0 – 0 | Monopoli |  |

| 29 marzo 1987 26ª giornata | Siena | 0 – 0 | Monopoli |  |

| 5 aprile 1987 27ª giornata | Monopoli | 1 – 1 | Catanzaro |  |

| 18 aprile 1987 28ª giornata | Brindisi | 1 – 0 | Monopoli |  |

| 26 aprile 1987 29ª giornata | Monopoli | 0 – 0 | Livorno |  |

| 3 maggio 1987 30ª giornata | Monopoli | 1 – 1 | Barletta |  |

| 17 maggio 1987 31ª giornata | Martina | 0 – 0 | Monopoli |  |

| 24 maggio 1987 32ª giornata | Monopoli | 2 – 0 | Campania Puteolana |  |

| 31 maggio 1987 33ª giornata | Nocerina | 0 – 0 | Monopoli |  |

| 7 giugno 1987 34ª giornata | Monopoli | 0 – 0 | Cosenza |  |